# Nellys Abenteuer
Nellys Abenteuer ist ein deutscher Kinderabenteuerfilm aus dem Jahr 2016.

## Handlung
Der Sommerurlaub der 13-jährigen Nelly Klabund in Rumänien nimmt eine dramatische Wendung, als sie zufällig vom geheimen Plan ihrer Eltern erfährt, nach Siebenbürgen umzuziehen. Wutentbrannt läuft Nelly ihren Eltern weg und gerät kurz darauf in die Hände von Entführern. Deren Anführer ist der skrupellose deutsche Bauunternehmer Wagner, der das alternative Energieprojekt von Nellys Vater durch seine Intrige verhindern will. Mit Hilfe des undurchsichtigen Herrn Holzinger begeben sich die Eltern auf eine verzweifelte Suche nach ihrer Tochter.
Nelly wiederum freundet sich mit den beiden Romakindern Tibi und Roxana an, die ihr bei ihrer Flucht vor den Entführern helfen. Gemeinsam begeben sich Tibi und Nelly auf eine Reise durch Transsylvanien; sie überqueren Berge und Flüsse, entkommen aus einem Verlies, entwenden ein Auto und springen auf einen fahrenden Zug auf. Schließlich gelingt es Nelly, ihre Eltern wieder in die Arme zu schließen. Wagners Entführungsplan ist gescheitert, er wird bei der Eröffnung seines neuen Staudammes verhaftet. Nelly und ihre Eltern wollen nun doch nach Rumänien ziehen.

## Hintergrund
Nellys Abenteuer ist der erste Spielfilm von Regisseur Dominik Wessely, der bis dahin in erster Linie mit Dokumentarfilmen hervorgetreten ist.
Der Kinder-Abenteuer-Spielfilm wurde zu großen Teilen an Originalschauplätzen in Siebenbürgen/Rumänien gedreht. Die Roma-Charaktere im Film wurden überwiegend von Angehörigen der Roma verkörpert.
Die Welturaufführung von Nellys Abenteuer fand am 29. Mai 2016 im Rahmen des 15. Transilvania International Film Festival in Cluj (Rumänien) statt. Die deutsche Erstaufführung fand am 24. Juni 2016 im Rahmen des Internationalen Filmfests München statt. Dort war Nellys Abenteuer der Eröffnungsfilm der Kinderfilmreihe. Der Film wurde am 8. September 2016 durch Farbfilm Verleih in die deutschen Kinos gebracht. Am 12. November 2016 startete der Film auch in österreichischen Kinos.
Nellys Abenteuer lief auf 50 Filmfestivals in 30 Ländern weltweit. Der Film wurde national und international mehrfach ausgezeichnet, darunter zwei Mal als bester Film.
Flora Li Thiemann wurde 2016 für ihre Darstellung der „Nelly“ auf dem Listapadzik Film Festival in Minsk als beste Nachwuchsdarstellern ausgezeichnet.
Das Children’s Film Festival Seattle 2017 verlieh dem gesamten Schauspielerensemble den Preis der Jury für die beste Ensembleleistung.
Die Filmkomponistin Franziska Henke wurde für ihre Filmmusik zu Nellys Abenteuer mit dem Deutschen Filmmusikpreis in der Kategorie Nachwuchs ausgezeichnet. Sie war auch nominiert für den Jerry Goldsmith Award 2017.

## Kritik an der Storyline als antiziganistisch – Kritik an der Kritik
Von Seiten des Zentralrates Deutscher Sinti und Roma wurde noch vor einer TV-Ausstrahlung Kritik geäußert, dass Roma im Film „durchgehend als Fremd und Anders dargestellt“ werden. „Die Handlungen und Eigenschaften der Roma im Film“ erfolgten „entlang einschlägiger antiziganistischer Topoi. Roma erscheinen demnach als Kleinkriminelle, Trickbetrüger, Bettler, beim Aufführen ‚traditioneller‘ Tänze, als Kindesentführer usw. Roma in anderen Lebenssituationen, wie etwa in ‚regulären‘ Berufen oder als Studierende,“ würden „im Film nicht gezeigt. [...]  Hängen“ bliebe „jedoch das Bild von den kriminellen, unzivilisierten, disziplinlosen und triebgesteuerten Roma, die keine Moral kennen.“
Die Filmemacher weisen die Kritik des Zentralrates Deutscher Sinti und Roma als sachlich falsch und zudem schlecht begründet zurück. Sie verweisen darauf, dass sie von anderen Interessensverbänden wie der Sinti Allianz Deutschland ausdrücklich Zustimmung zu ihrem Film erfahren haben. Auch grenzt sich die Sinti Allianz Deutschland ausdrücklich von der Kampagne des Zentralrates Deutscher Sinti und Roma gegen Nellys Abenteuer ab. In einer Studie des IZI (Internationales Zentralinstitut für das Jugend- und Bildungsfernsehen) zur Rezeption des Films Nellys Abenteuer bei Kindern kommt die Verfasserin, die Medienpädagogin Dr. Maya Götz, zu dem Ergebnis, dass „bei (fast) allen Kindern festgestellt werden kann, dass sie keine expliziten antiziganistischen Tendenzen aus dem Film mitnehmen. Dies liegt vor allem daran, dass sie kein inneres Konstrukt von Roma bzw. RumänInnen haben und Vorstellungen von Rumänien erst mit dem Film entwickeln. Für die meisten Kinder ist dieses Bild zwar durchaus das einer fremden Kultur, die aber in den meisten Facetten durchaus positiv konnotiert ist.“ Auch der Geschäftsführer der FSF (Freiwillige Selbstkontrolle Fernsehen), Prof. Joachim von Gottberg, kann in Nellys Abenteuer keine antiziganistischen Tendenzen erkennen: „Insgesamt verfolgt der Film erkennbar die Absicht, für Verständigung und Freundschaft als Kontrastprogramm zu Vorurteilen zu werben. Man kann vielleicht bezweifeln, dass dies in der Wirkung auch gelingt, aber es ist schon schwer, diese Absicht des Films nicht zu erkennen. Ihm Rassismus zu unterstellen, was zumindest in Teilen der Debatte geschehen ist, halte ich für absurd und völlig übertrieben.“

## Auszeichnungen
- Childrens Film Festival Seattle 2017: Audience Favorite Feature Film of the Festival, Special Jury Prize for Best Ensemble for a Feature Film for Ages 8+[9]
- 46. Giffoni Film Festival 2016: Best Film in der Wettbewerbsreihe Elements +10[10]
- Kinderfilmfest Bremen 2016: 1. Preis
- 23. Listapadzik Film Festival Minsk 2016: Best Young Actress (Flora Li Thiemann), Best Young Supporting Actor (Hagi Lacatus)[11]
- Deutscher Filmmusikpreis 2016 in der Kategorie Nachwuchs für Franziska Henke[2]
- Guro Kid’s International Film Festival Seoul 2018: Cultural Exchange Prize For A Feature Film[12]